# Bombardement de Wukro
 (juin 2021).
 (avril 2025).
Si vous disposez d'ouvrages ou d'articles de référence ou si vous connaissez des sites web de qualité traitant du thème abordé ici, merci de compléter l'article en donnant les références utiles à sa vérifiabilité et en les liant à la section « Notes et références ».
Le bombardement de Wukro est une exécution extrajudiciaire de masse survenue le 16 novembre 2020 à Wukro (tigrinya : ውቕሮ), dans la région du Tigré, en Éthiopie au cours de la guerre du Tigré. Wukro est une ville de taille moyenne, capitale du woreda Kilte Awulaelo, située dans la zone orientale du Tigré.

## Massacre
Avant l'arrivée des Forces de défense nationale éthiopiennes et érythréennes fin novembre 2020, de lourds bombardements ont rasé des maisons et des entreprises à Wukro (Tigré oriental) et ont envoyé des panaches de poussière et de fumée s'élever au-dessus des rues quasi désertes le 16 novembre 2020. Des gens se cachaient dans leurs maisons et 14 civils ont été tués dans le bombardement impliquant l'intervention de l'armée de l'air éthiopienne et des drones «Pterosaurus», lancés par les Émirats arabes unis depuis sa base d'Assab en Érythrée. Les drones armés de fabrication chinoise ont bombardé les villes et les forces de défense tigréennes. L'EEPA (en) a fourni une traduction résumée de l'article chinois.

## Auteurs
Les analystes ont interprété l'identité des auteurs des attaques de drones comme étant les Émirats arabes unis et les habitants ont identifié les avions qui ont effectué les attentats à la bombe comme appartenant à l'armée de l'air éthiopienne.

## Victimes
Le «Tigré : Atlas de la situation humanitaire» fait état de 14 victimes. De nombreuses victimes ont été identifiées, mais, comme Wukro est une ville martyre, touchée par toutes les phases de la guerre du Tigré, souvent l'événement précis au cours duquel les victimes sont décédées n'est pas encore connu.

## Réactions
La série de massacres à Wukro a reçu une attention internationale dans les articles des médias. Le «Tigré : Atlas de la situation humanitaire» qui documente ce massacre a retenu l'attention des médias internationaux, notamment en ce qui concerne son annexe A, qui recense les massacres.